# Karl Fredrik Göransson
Karl Anders Fredrik Göransson, född 12 juni 1879 i Sandviken (som då tillhörde Högbo församling), död där 13 juni 1960, var en svensk industriman.

## Biografi

### Studier
Göransson tog studentexamen vid Högre allmänna läroverket i Gävle 11 juni 1897. Därefter studerade han vid Université de Lausanne, Schweiz 1897 och vid Columbia University i New York 1900, där han avlade en MA 1901. Han fick praktisk tjänstgöring i Tyskland och Storbritannien

### Yrkesbana
Göransson var tjänsteman vid Sandvikens Jernverks AB 1901-1910. Styrelseledamot och biträdande direktör för företaget 1910-1920. Verkställande direktör och disponent för Sandvikens Jernverk AB (sedermera Sandvik AB) 1920-1948. Styrelseordförande för företaget från 1929.
Göransson var intresserad av att få till stånd ett samarbete mellan arbetsgivare och arbetare och utgav Hur man sköter sitt folk (1927, andra upplagan med titeln Samförstånd mellan företagare och arbetare 1928), och inrättade välfärdsanordningar för sina arbetare.

### Andra uppdrag
Göransson invaldes 1932 som ledamot av Ingenjörsvetenskapsakademien och var akademiens preses 1948-1949. Han blev 1940 ledamot av Kungliga Vetenskaps-Societeten i Uppsala.
Göransson var 1928–1949 fullmäktig i Jernkontoret, tillhörde Järnverksrådet från 1931 och var 1931 ledamot av Ådalskommissionen.
Han var hedersledamot av Gästrike-Hälsinge nation i Uppsala 1937. Instiftare av Göransson-Sandvikens stipendiefond, en av Sveriges större enskilda fonder för finansiering av forskarstudier.

### Familj
Han var son till brukspatron Anders Henrik Göransson och Emma Maria Sebardt samt sonson till Göran Fredrik Göransson.